# Histoire génétique de l'Afrique du Nord
 (mars 2024).
La mise en forme du texte ne suit pas les recommandations de Wikipédia : il faut le « wikifier ».
Les points d'amélioration suivants sont les cas les plus fréquents. Le détail des points à revoir est peut-être précisé sur la page de discussion.
- Les titres sont pré-formatés par le logiciel. Ils ne sont ni en capitales, ni en gras.
- Le texte ne doit pas être écrit en capitales (les noms de famille non plus), ni en gras, ni en italique, ni en « petit »…
- Le gras n'est utilisé que pour surligner le titre de l'article dans l'introduction, une seule fois.
- L'italique est rarement utilisé : mots en langue étrangère, titres d'œuvres, noms de bateaux, etc.
- Les citations ne sont pas en italique mais en corps de texte normal. Elles sont entourées par des guillemets français : « et ».
- Les listes à puces sont à éviter, des paragraphes rédigés étant largement préférés. Les tableaux sont à réserver à la présentation de données structurées (résultats, etc.).
- Les appels de note de bas de page (petits chiffres en exposant, introduits par l'outil «  Source ») sont à placer entre la fin de phrase et le point final[comme ça].
- Les liens internes (vers d'autres articles de Wikipédia) sont à choisir avec parcimonie. Créez des liens vers des articles approfondissant le sujet. Les termes génériques sans rapport avec le sujet sont à éviter, ainsi que les répétitions de liens vers un même terme.
- Les liens externes sont à placer uniquement dans une section « Liens externes », à la fin de l'article. Ces liens sont à choisir avec parcimonie suivant les règles définies. Si un lien sert de source à l'article, son insertion dans le texte est à faire par les notes de bas de page.
- La présentation des références doit suivre les conventions bibliographiques. Il est recommandé d'utiliser les modèles {{Ouvrage}}, {{Chapitre}}, {{Article}}, {{Lien web}} et/ou {{Bibliographie}}. Le mode d'édition visuel peut mettre en forme automatiquement les références.
- Insérer une infobox (cadre d'informations à droite) n'est pas obligatoire pour parachever la mise en page.

Pour une aide détaillée, merci de consulter Aide:Wikification.
Si vous pensez que ces points ont été résolus, vous pouvez retirer ce bandeau et améliorer la mise en forme d'un autre article.
L'histoire génétique de l'Afrique du Nord englobe l'histoire génétique des peuples d'Afrique du Nord. La source la plus importante de flux génétique vers l'Afrique du Nord provenait du Moyen-Orient. Le désert du Sahara au sud et la mer Méditerranée au nord constituaient d'importants obstacles au flux génétique en provenance d'Afrique subsaharienne et de certaines parties de l'Europe durant la préhistoire. Cependant, l'Afrique du Nord est reliée à l'Asie occidentale via l'isthme de Suez et la péninsule du Sinaï, tandis qu'au niveau du détroit de Gibraltar, l'Afrique du Nord et l'Europe ne sont séparées que par 15 km, de même Malte, la Sicile, les îles Canaries et la Crète sont proches des côtes de l'Afrique du Nord.
L'Afrique du Nord est une région génétiquement hétérogène et diversifiée, caractérisée par la diversité de ses groupes ethniques, les principaux étant les Arabes, les Berbères et les Coptes (en Égypte). Les populations d'Afrique du Nord présentent une structure génétique complexe et hétérogène qui a été décrite comme un amalgame d'au moins quatre composants ancestraux différents du Moyen-Orient, d'Afrique subsaharienne, d'Europe et des peuples autochtones d'Afrique du Nord. Même si l'Afrique du Nord a connu des flux génétiques en provenance des régions environnantes, elle a également connu de longues périodes d'isolement génétique. Certaines études génétiques ont été critiquées pour leur interprétation et leur catégorisation des données génétiques africaines,,,,,,.
Le débat scientifique actuel porte sur la détermination des contributions relatives des différentes périodes de flux génétique au pool génétique actuel des Nord-Africains.

## Préhistoire
On sait que des humains anatomiquement modernes étaient présents en Afrique du Nord au Paléolithique moyen (il y a 300 000 ans), comme l'atteste le Djebel Irhoud 1. Sans discontinuité morphologique, l'Atérien a été remplacé par l'industrie ibéromaurusienne, dont les assemblages lithiques entretenaient des relations étroites avec les cultures de Cro-Magnon d'Europe et d'Asie occidentale, plutôt qu'avec les cultures contemporaines de l'Afrique subsaharienne ou de la Corne de l'Afrique. L'industrie ibéromaurusienne a été remplacée par l'industrie capsienne fortement influencée par l'Asie occidentale (8000 avant notre ère à 2700 avant notre ère) dans la partie orientale de l'Afrique du Nord (Égypte, Libye, Tunisie, est de l'Algérie, Malte).
Les données d'ADN ancien du nord-ouest de l'Afrique indiquent une population génétique stable et isolée datant d'au moins 15 000 à 7 500 ans AP,.
Cette stabilité est perturbée par l'arrivée des premiers groupes d'agriculteurs du sud-ouest de l'Europe entre 7 500 et 5 700 ans AP, qui ont marqué le début du Néolithique au Maghreb en introduisant des pratiques agricoles auprès des chasseurs-cueilleurs locaux. Néanmoins, les populations néolithiques ultérieures du Maghreb oriental conservent une ascendance essentiellement locale de chasseurs-cueilleurs, auxquelles s'ajoutent des contributions plus modestes d'agriculteurs européens (datées d'environ 7 000 ans AP) puis de groupes levantins (datées d'environ 6 800 ans AP). D'une manière générale, ces populations semblent avoir été beaucoup moins impactées par les flux génétiques externes que les populations d'autres régions du Néolithique méditerranéen.
Les premiers bergers avec leur bétail entrent en Afrique probablement par les routes du Sinaï et de la mer Rouge. Ils se répandent ensuite rapidement en Afrique du Nord-Est et atteignent le Sahara central il y a environ 8 300 ans.
Il y a 6 400 ans, un nouveau flux génétique se produit avec l'apparition d'une ascendance associée aux groupes néolithiques du Levant, dont les signatures archéologiques sont visibles dans le Sahara oriental.

## Histoire
Après avoir migré vers l'Afrique du Nord au Ier millénaire av. J.-C., les colons phéniciens des villes de Tyr et de Sidon ont établi plus de 300 colonies côtières dans toute la région et ont construit avec Carthage un puissant empire qui contrôlait la majeure partie de la région du VIIIe siècle av. J.-C. jusqu'au milieu du IIe siècle av. J.-C. Une étude récente a révélé que près de 40 % des hommes maghrébins modernes portent le marqueur paternel E-M81, qui se serait propagé du Levant vers l'Afrique du Nord.

### Conquête musulmane du Maghreb
Au VIIe siècle apr. J.-C., la région fut colonisée par les Arabes musulmans omeyyades de la péninsule arabique. Sous la conquête arabo-omeyyade relativement brève et l'arrivée ultérieure de Bédouins nomades, d'Arabes levantins et de peuples arabisés du Proche-Orient en Asie occidentale et l'arrivée de certains Juifs séfarades et musulmans ibériques fuyant la Reconquista catholique espagnole de la péninsule ibérique, un mélange partiel de population ou des fusions ont eu lieu et ont abouti à une certaine diversité génétique chez certains Nord-Africains.
Une étude de 2017 qui compare des groupes berbérophone et arabophones du Maghreb suggère que certains groupes berbères, en particulier ceux moins isolés géographiquement, auraient intégré des groupements moyen-orientaux. Toutefois, cette introgression a pu varier selon les groupes berbères, ce qui expliquerait l'hétérogénéité génétique forte observée aujourd'hui chez l'ensemble des populations d'Afrique du Nord et soulignée dans un grand nombre d'études. L'intégration de ces populations arabes aurait également favorisé un remplacement linguistique (du berbère vers l'arabe) chez certains groupes, tandis que d'autres auraient conservés la langue berbère, ce qui expliquerait l'absence de différenciation génétique marquée entre locuteurs arabophones et berbérophones.
Ainsi, les chercheurs soutiennent que l'arabisation, c'est-à-dire l'expansion de la langue et de la culture arabes depuis la péninsule Arabique vers le Maghreb à partir du VIIe siècle, fut avant tout un processus démographique impliquant un flux génétique et une restructuration de la composition génétique, plutôt qu'un simple remplacement culturel comme suggéré auparavant par certaines sources historiques. Ce processus a non seulement entraîné un apport génétique en provenance du Moyen-Orient, mais aussi introduit un schéma d’hybridation génétique complexe issu de multiples origines, notamment subsaharienne par le biais de l'esclavage ou encore ibérique, entrainant une forte hétérogénéité au sein des groupements actuels. Une autre étude a révélé que la majorité des chromosomes J-M267 (Eu10) au Maghreb sont dus au récent flux génétique provoqué par les migrations arabes vers le Maghreb au cours du premier millénaire de notre ère, alors que les Arabes Qahtanites du sud et les Arabes adnanites du nord s'ajoutaient à l'hétérogène creuset ethnique maghrébin. Le pool de chromosomes Eu10 au Maghreb provient non seulement des premières dispersions du Néolithique, mais dans une bien plus grande mesure des expansions récentes des tribus arabes de la péninsule arabique.

## ADN-Y d'anciens échantillons d'Afrique du Nord
| Name          | Pays    | Culture            | Date (Avant J.C.) | Y-DNA Haplogroupe | Profil génétique | Étude                   |
| ------------- | ------- | ------------------ | ----------------- | ----------------- | ---------------- | ----------------------- |
| TAF009        | Maroc   | Iberomaurusian     | 15,100-13,900     | E-M78             | Afro-Levantin    | Loosdrecht et al. 2018  |
| TAF010        | Maroc   | Ibéromaurusien     | 15,100-13,900     | E-M78             | Afro-Levantin    | Loosdrecht et al. 2018  |
| TAF011        | Maroc   | Ibéromaurusien     | 15,100-13,900     | E-M78             | Afro-Levantin    | Loosdrecht et al. 2018  |
| TAF012        | Maroc   | Ibéromaurusien     | 15,100-13,900     | E-M78             | Afro-Levantin    | Loosdrecht et al. 2018  |
| TAF013        | Maroc   | Ibéromaurusien     | 15,100-13,900     | E-M78             | Afro-Levantin    | Loosdrecht et al. 2018  |
| TAF015        | Maroc   | Ibéromaurusien     | 15,100-13,900     | E-M78             | Afro-Levantin    | Loosdrecht et al. 2018  |
| KTG004        | Maroc   | Cardial            | 7,400-6,900       | G2                | Européen         | Simoes et al. 2023      |
| KTG006        | Maroc   | Cardial            | 7,400-6,900       | G2                | Européen         | Simoes et al. 2023      |
| IAM.4         | Maroc   | Cardial            | 7,300-6,700       | E-L19             | Levantin         | Fregel et al. 2018      |
| IAM.5         | Maroc   | Cardial            | 7,300-6,700       | E-L19             | Levantin         | Fregel et al. 2018      |
| SKH002        | Maroc   | Proto-campaniforme | 6,700-6,100       | T                 | Levantin         | Simoes et al. 2023      |
| SKH005        | Maroc   | Proto-campaniforme | 6,700-6,100       | T                 | Levantin         | Simoes et al. 2023      |
| KEB.6         | Maroc   | Proto-campaniforme | 5,700-5,600       | T                 | Européen         | Fregel et al. 2018      |
| KEB.7         | Maroc   | Proto-campaniforme | 5,700-5,600       | CT                | Européen         | Fregel et al. 2018      |
| Nakht-Ankh    | Égypte  | Égyptien           | 4,000             | H                 | Inconnu          | Drosou et al. 2018      |
| Tuthmoses 1   | Égypte  | Égyptien           | 3,450             | J1                | Inconnu          | Gad et al. 2021         |
| Yuya          | Égypte  | Égyptien           | 3,390             | G2                | Inconnu          | Gad et al. 2021         |
| Amenhotep III | Égypte  | Égyptien           | 3,370             | R1b               | Inconnu          | Gad et al. 2021         |
| Akhenaten     | Égypte  | Égyptien           | 3,350             | R1b               | Inconnu          | Gad et al. 2021         |
| Tutankhamun   | Égypte  | Égyptien           | 3,340             | R1b               | Inconnu          | Gad et al. 2021         |
| Ramses III    | Égypte  | Égyptien           | 3,200             | E-V38             | Inconnu          | Gad et al. 2021         |
| Pentawer      | Égypte  | Égyptien           | 3,200             | E-V38             | Inconnu          | Gad et al. 2021         |
| JK2134        | Égypte  | Égyptien           | 2,798-2,591       | J1                | Levantin         | Schuenemann et al. 2017 |
| JK2911        | Égypte  | Égyptien           | 2,791-2,582       | J2                | Levantin         | Schuenemann et al. 2017 |
| R11793        | Tunisie | Phénicien          | 2,711-2,355       | J2                | Européen         | Moots et al. 2023       |
| R11746        | Tunisie | Phénicien          | 2,683-2,361       | R1b               | Européen         | Moots et al. 2023       |
| R11751        | Tunisie | Phénicien          | 2,678-2,359       | J2                | Européen         | Moots et al. 2023       |
| R11753        | Tunisie | Phénicien          | 2,606-2,355       | J2                | Européen         | Moots et al. 2023       |
| JK2888        | Égypte  | Égyptien           | 2,119-2,024       | E-V22             | Levantin         | Schuenemann et al. 2017 |
| R10766        | Algérie | Berbère            | 1,887-1,746       | G2                | Berbère          | Antonio et al. 2022     |

## Y-chromosome
Des travaux antérieurs avec des marqueurs du chromosome Y ont montré que l'Afrique du Nord est très hétérogène, les lignées Y trouvées dans la région sont : A, B, E-V38, E-M78, E-M81, E-M123, G, F, H., I1, I2, J1, J2 et R1b. L'E-M81 atteint une fréquence moyenne de 40 % dans la région. J-M267 est le deuxième haplogroupe le plus fréquent, représentant environ 30 % des Nord-Africains et supposé s'être répandu du Caucase, de la Turquie et de l'Iran jusqu'en Afrique du Nord.
L'origine géographique de l'haplogroupe E est discutée. Les études les plus récentes privilégient une origine africaine, Trobetta et al. suggèrant « que le rayonnement de l'haplogroupe E a commencé à environ 58 ka, quelque part en Afrique subsaharienne, avec une probabilité postérieure plus élevée (0,73) pour une origine est-africaine »,
Les sous-clades courantes incluent E1b1b1a, E1b1b1b et E1b1b1*. E1b1b1b est distribué le long d'un cline d'ouest en est avec des fréquences qui peuvent atteindre jusqu'à 80 pour cent parmi les Arabes hassani et 1 % parmi les Berbères Siwa. E1b1b1a a été observé à des fréquences faibles à modérées parmi les populations berbères, avec des fréquences significativement plus élevées observées en Afrique du Nord-Est par rapport à l'Afrique du Nord-Ouest,,. Loosdrecht et al. 2018 a démontré qu'E1b1b est très probablement indigène au Levant et a migré du Levant vers l'Afrique du Nord au cours du Paléolithique.
L'haplogroupe J-M267 est un autre haplogroupe très courant au Maghreb, étant le deuxième haplogroupe le plus fréquent après l'haplogroupe E. L'haplogroupe R1 a également été observé à des fréquences modérées. Une étude approfondie d'Arredi et al. (2004), qui ont analysé des populations d'Algérie, concluent que le modèle nord-africain de variation du chromosome Y (incluant les principaux haplogroupes J1 et E1b1b) est en grande partie d'origine moyen-orientale, ce qui suggère que leur introduction dans cette partie du monde était le résultat d'une migration récente de pasteurs sémitiques du Moyen-Orient, bien que des articles ultérieurs aient suggéré que cette date aurait pu être aussi longue qu'il y a dix mille ans, avec la transition de la culture oranienne à la culture capsienne en Afrique du Nord. Une autre étude a conclu que le pool de chromosomes J-M267 au Maghreb dérive non seulement des premières dispersions du Néolithique, mais dans une bien plus grande mesure des expansions récentes des tribus arabes de la péninsule arabique lors des migrations arabes vers le Maghreb.
Keita (2008) a examiné un ensemble de données publié sur le chromosome Y sur les populations afro-asiatiques et a découvert qu'une lignée clé E-M35 / E-M78, sous-clade de l'haplogroupe E, était partagée entre les populations de la région d'origine égyptienne et libyenne. haut-parleurs et haut-parleurs couchitiques modernes du Horn. Ces lignées sont présentes chez les Égyptiens, les Berbères, les locuteurs couchitiques de la Corne de l'Afrique et les locuteurs sémitiques du Proche-Orient. Il a noté que des variantes sont également trouvées dans la mer Égée et les Balkans, mais que l'origine de la mutation du sous-clade M35 se trouvait en Égypte ou en Libye, et que ses clades étaient dominants dans une partie centrale des populations de langue afro-asiatique qui comprenait des groupes couchitiques, égyptiens et berbères., en revanche, les locuteurs sémitiques ont montré une baisse de fréquence d'ouest en est dans la région Levantine-Syrie. Keita a identifié des fréquences élevées de M35 (> 50 %) parmi les populations omotiques, mais a déclaré que cela provenait d'un petit échantillon publié de 12. Keita a également écrit que la mutation PN2 était partagée par les lignées M35 et M2 et que ce clade paternel était originaire d'Afrique de l'Est. Il a conclu que « les données génétiques donnent des profils de population qui indiquent clairement que les hommes sont d'origine africaine, par opposition à une descendance asiatique ou européenne », mais a reconnu que la biodiversité n'indique aucun ensemble spécifique de couleurs de peau ou de traits du visage, car les populations étaient soumises à des changements climatiques. pressions microévolutives.

### E1b1b1b (haplogroupe E-M81); anciennement E3b1b, E3b2
E1b1b1b (E-M81) est l'haplogroupe du chromosome Y le plus répandu en Afrique du Nord, dominé par son sous-clade E-M183. Il pourrait être originaire du Levant il y a environ 5 600 ans,. Le clade parent, E1b1b, a été trouvé chez les Levantins préhistoriques et les Nord-Africains,. Cet haplogroupe a été trouvé à des niveaux élevés chez les Arabes médiévaux d'Al-Andalus et parmi les îles Canaries, avec des quantités plus faibles mais significatives également au Portugal, dans le sud de l'Espagne, dans le sud de l'Italie et dans la région Provence de la France. À la suite de la colonisation européenne, l'E-M81 se trouve dans certaines parties de l'Amérique latine, chez les Hispaniques des États-Unis. Ce sous-clade de E1b1b1 a également été observé à 40 pour cent dans la comarca Pasiegos de Cantabrie.
En plus petit nombre, les hommes E-M81 peuvent être trouvés à Malte, au nord du Soudan, à Chypre et parmi les Juifs séfarades.
Il existe deux sous-clades reconnus, même si l'un est beaucoup plus courant que l'autre.
Sous-clades de E1b1b1b (E-M81) :
- E1b1b1b1 (E-M107). Underhill et al. (2000) ont trouvé un exemple parmi les Arabes maliens.
- E1b1b1b2 (E-M165). Underhill et al. (2000) ont trouvé un exemple parmi les Arabes israéliens.
- E1b1b1b2b (E-M183). La plupart des individus appartiennent à cette sous-clade.

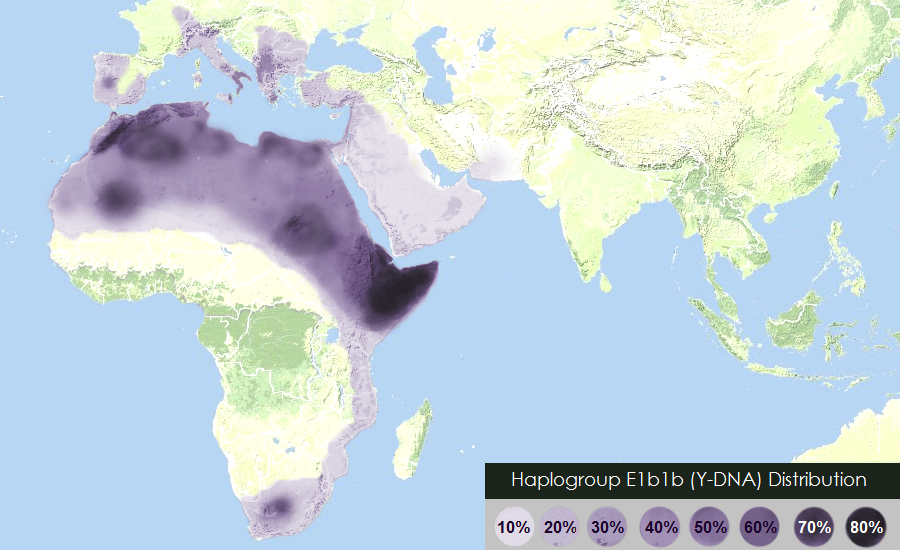
Distribution de l'haplogroupe E1b1b.

L'haplogroupe E1b1b du chromosome Y parent général (anciennement connu sous le nom d'E3b), qui pourrait être originaire du Levant et est de loin le clade le plus commun en Afrique du Nord et du Nord-Est et trouvé dans certaines populations d'Europe, en particulier en Méditerranée et au Sud-Est de l'Europe. E1b1b atteint la Grèce, Malte et la région des Balkans en Europe, mais n'y est pas aussi élevé que parmi les populations d'Afrique du Nord. En dehors de l'Afrique du Nord et du Nord-Est, les deux clades les plus répandus de E1b1b sont E1b1b1a (E-M78, anciennement E3b1a) et E1b1b1b (E-M81, anciennement E3b1b).
Une étude de Semino (publiée en 2004) a montré que l'haplotype du chromosome Y E1b1b1b (E-M81), est spécifique aux populations d'Afrique du Nord et quasiment absent en Europe, en Asie occidentale et en Afrique subsaharienne, à l'exception de la péninsule Ibérique (Espagne, Portugal, Gibraltar, Andorre) et Sicile. Une autre étude de 2004 a montré que l'E1b1b1b est présent, bien qu'à de faibles niveaux dans toute l'Europe du Sud (allant de 1,5 pour cent chez les Italiens du Nord, 2,2 pour cent chez les Italiens du Centre, 1,6 pour cent chez les Espagnols du Sud, 3,5 pour cent chez les Français, 4 pour cent). pour cent dans le nord du Portugal, 12,2 pour cent dans le sud du Portugal et 41,2 pour cent dans l'isolat génétique des Pasiegos de Cantabrie en Italie).
Les résultats de cette dernière étude contredisent une analyse plus approfondie du chromosome Y de la péninsule Ibérique selon laquelle l'haplogroupe E1b1b1b dépasse les fréquences de 10 pour cent dans le sud de l'Espagne et le sud du Portugal. L'étude ne souligne qu'une influence très limitée de l'Afrique du Nord et de l'Asie occidentale sur la péninsule ibérique, tant à l'époque historique que préhistorique,,.
Une étude de grande envergure (publiée en 2007) utilisant 6 501 échantillons de chromosomes Y non apparentés provenant de 81 populations a révélé que : « En considérant à la fois ces sous-haplogroupes E-M78 (E-V12, E-V22, E-V65) et le E-M81 haplogroupe, la contribution des lignées d'Afrique du Nord à l'ensemble du pool génétique mâle de la péninsule Ibérique (à l'exception de Pasiegos), de l'Italie continentale et de la Sicile peut être estimée à 5,6 pour cent, 3,6 pour cent et 6,6 pour cent, respectivement. Il a également été avancé que la répartition européenne de l'E-M78 et de ses sous-clades est compatible avec la diffusion démique de l'agriculture au Néolithique, mais aussi peut-être en partie au moins avec le Mésolithique. Par exemple, Battaglia et al. (2008) estiment que l'E-M78 (appelé E1b1b1a1 dans cet article) est présent en Europe depuis plus de 10 000 ans. À l'appui de cette théorie, des restes humains découverts dans une grotte funéraire espagnole datant d'il y a environ 7 000 ans appartenaient à cet haplogroupe. Plus récemment, deux E-M78 ont été trouvés dans les cultures néolithiques de Sopot et Lengyel de la même période, ce qui semble étayé par les études les plus récentes (y compris la recherche autosomique).
L'étude Adams et al. (2008) concernant la péninsule Ibérique, qui a analysé 1 140 échantillons de chromosomes Y non apparentés dans la péninsule ibérique, a révélé une contribution limitée des lignées d'Afrique du Nord à l'ensemble du pool génétique mâle de la péninsule Ibérique : « le mélange moyen d'Afrique du Nord n'est que de 10,6 pour cent, avec une large variation géographique, allant de zéro en Gascogne à 21,7 pour cent dans le nord-ouest de la Castille ».

#### E-M183
E-M183 (anciennement E1b1b1b), principal sous-clade de E-M81, a une origine locale, nord ouest africaine. E-M183 (E-M81) est la lignée paternelle la plus fréquente en Afrique du Nord. Une étude de 2017 révèle une forte ressemblance entre les haplotypes E-M183 Y-STR ce qui indique une expansion rapide de cet haplogroupe. Les estimations mises à jour de l'ancêtre commun le plus récent (TMRCA) pour E-M183 mettent en évidence une origine extrêmement récente de cet haplogroupe (2 000 à 3 000 ans). Selon cette étude, il n'est pas possible d'écarter une expansion venue du Proche-Orient, qui aurait pu être générée par l'expansion islamique du VIIe siècle, mais certainement pas par celle du Néolithique, apparu en Afrique du Nord-Ouest vers 7400 avant présent et qui pourrait avoir présenté une forte persistance épipaléolithique. Une telle apparition récente de E-M183 dans le nord-ouest de l'Afrique cadrerait avec les tendances observées dans le reste du génome, où un mélange étendu, notamment chez les hommes venant du Proche-Orient, est enregistré il y a près de 1 300 ans, coïncidant avec l'expansion arabe.
Une autre hypothèse impliquerait que l'E-M183 a été créé quelque part en Afrique du Nord-Ouest puis s'est ensuite répandu dans toute la région. Les estimations temporelles concernant l'origine de cet haplogroupe se chevauchent avec la fin de la troisième guerre punique (146 av. J.-C.), lorsque Carthage (dans l'actuelle Tunisie) fut vaincue et détruite, marquant la dispersion de la noblesse carthaginoise dans le reste Afrique du Nord. Il y a environ 2 000 ans, l'Afrique du Nord était l'une des provinces les plus riches de Rome et E-M183 pourrait avoir connu la croissance démographique résultante.
Il a notamment été retrouvé chez deux individus d'une nécropole islamique de la ville de Valence, datant du XIIe – XIIIe siècle.
La fréquence de E-M183 se situe généralement autour de 50 % en Afrique du Nord mais atteint parfois 100 % dans de nombreuses populations non-métissées. En Europe, cet haplogroupe se retrouve surtout dans la péninsule Ibérique, où sa fréquence dépasse parfois les 10 % avec la plus forte concentration dans le sud et le nord de l'Espagne, où sa fréquence atteint 40 % chez les Pasiegos et les Andalous,. Il est aussi présent au Moyen-Orient, en Italie et dans le Sud de la France.

### J-M267 (Haplogroupe J1)

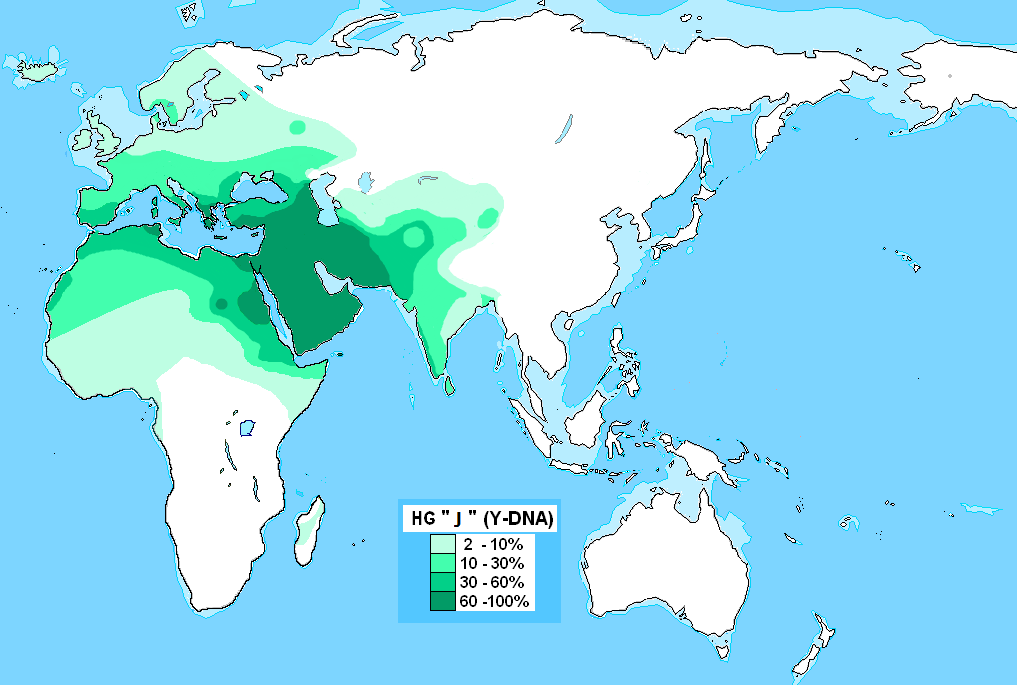
Distribution de l'haplogroupe J (Y-ADN)

J-M267 (J1) est le deuxième haplogroupe du chromosome Y le plus répandu en Afrique du Nord. Il est originaire du Moyen-Orient et sa fréquence la plus élevée, comprise entre 30 et 62,5 %, a été observée dans les populations arabes musulmanes du Moyen-Orient. Une étude a révélé que la majorité des chromosomes J1 (Eu10) au Maghreb sont dus au récent flux génétique provoqué par les migrations arabes vers le Maghreb au cours du premier millénaire de notre ère. Le pool de chromosomes J-M267 au Maghreb dérive non seulement des premières dispersions du Néolithique, mais dans une bien plus grande mesure des expansions récentes des tribus arabes de la péninsule arabique, au cours desquelles les Arabes Qahtanites du sud et les Arabes adnanites du nord se sont ajoutés à la fusion ethnique hétérogène du Maghreb,.
Une étude de 2017 qui compare des groupes berbérophone et arabophones du Maghreb suggère que certains groupes berbères, en particulier ceux moins isolés géographiquement, auraient intégré des groupements moyen-orientaux. Toutefois, cette introgression a pu varier selon les groupes berbères, ce qui expliquerait l'hétérogénéité génétique forte observée aujourd'hui chez l'ensemble des populations d'Afrique du Nord et soulignée dans un grand nombre d'études. L'intégration de ces populations arabes aurait également favorisé un remplacement linguistique (du berbère vers l'arabe) chez certains groupes, tandis que d'autres auraient conservés la langue berbère, ce qui expliquerait l'absence de différenciation génétique marquée entre locuteurs arabophones et berbérophones. Ainsi, les chercheurs soutiennent que l'arabisation, c'est-à-dire l'expansion de la langue et de la culture arabes depuis la péninsule Arabique vers le Maghreb à partir du VIIe siècle, fut avant tout un processus démographique impliquant un flux génétique et une restructuration de la composition génétique, plutôt qu'un simple remplacement culturel comme suggéré auparavant par certaines sources historiques. Ce processus a non seulement entraîné un apport génétique en provenance du Moyen-Orient, mais aussi introduit un schéma d’hybridation génétique complexe issu de multiples origines, notamment subsaharienne par le biais de l'esclavage ou encore ibérique, entrainant une forte hétérogénéité au sein des groupements actuels.
L'haplogroupe J1-M267 qui représente environ 30 % des Nord-Africains, vient après E1b1b1b qui représente 45 % des Nord-Africains. Selon une étude de 2004, l'haplogroupe J1 avait une fréquence de 35 % chez les Algériens et de 34,2 % chez les Tunisiens. La fréquence la plus élevée de la composante moyen-orientale jamais observée jusqu'en 2021 en Afrique du Nord a été enregistrée chez les Arabes de Wesletia en Tunisie, qui avaient une fréquence de composante moyen-orientale de 71,8 %.

## ADN mitochondrial
Les individus reçoivent l'ADNmt uniquement de leur mère. Selon Macaulay et al. (1999), « un tiers (33 %) des ADNmt des Berbères mozabites ont une ascendance proche-orientale, probablement arrivés en Afrique du Nord il y a moins de 50 000 ans, et un huitième (12,5 %) sont originaires d'Afrique subsaharienne. semble être la source d'un grand nombre des séquences restantes, le reste étant apparu soit en Europe, soit au Proche-Orient ».

## Haplogroupe U6
Maca-Meyer et al. (2003) analysent la « lignée autochtone nord-africaine U6 » dans l'ADNmt et concluent que l'origine la plus probable de la lignée proto-U6 était le Proche-Orient. Il y a environ 30 000 ans, il s'est répandu en Afrique du Nord où il représente une signature de continuité régionale. Le sous-groupe U6a reflète la première expansion nord-africaine du Maghreb retournant vers l'est à l'époque paléolithique. Le clade dérivé U6a1 signale un mouvement postérieur de l'Asie occidentale vers le Maghreb et l'Afrique du Nord. Cette migration coïncide avec une possible expansion linguistique afro-asiatique.
Une étude génétique de Fadhlaoui-Zid et al. (2004) portant sur l'ADN mitochondrial chez les Berbères tunisiens soutient à propos d'U6 et d'un groupe de lignées L3 qui semble être limité aux Nord-Africains, que « l'expansion de ce groupe de lignées a eu lieu il y a environ 10 500 ans en Afrique du Nord et s'est propagée à la population voisine ».
L'haplogroupe U6 est commun (avec une prévalence d'environ 10 %) en Afrique du Nord-Ouest (avec un maximum de 29 % chez les Mozabites algériens) et dans les îles Canaries (18 % en moyenne avec une fréquence de pointe de 50,1 % à La Gomera).

## Autres haplogroupes mitochondriaux
Rando et coll. 1998 « a détecté un flux génétique à médiation féminine de l'Afrique subsaharienne vers l'Afrique du Nord-Ouest » représentant jusqu'à 21,5 pour cent des séquences d'ADNmt dans un échantillon de populations d'Afrique du Nord-Ouest ; le montant variait de 82 pour cent chez les Touaregs à moins de 3 pour cent chez les Rifiens, au nord du Maroc. Ce gradient nord-sud de la contribution subsaharienne au pool génétique est soutenu par Esteban et al..
Néanmoins, les communautés berbères individuelles présentent une hétérogénéité d'ADNmt considérablement élevée. Les Berbères de l'île de Djerba, située dans le sud-est de la Tunisie, affichent une contribution de 87 % en Eurasie occidentale sans haplotypes U6, tandis que les Kesra de Tunisie, par exemple, affichent une proportion beaucoup plus élevée d'haplotypes typiques d'ADNmt subsahariens (49 pour cent), contre les Zriba (8 pour cent). Selon l'article, « le paysage inégal de l'ADNmt en Afrique du Nord n'a pas d'équivalent dans d'autres régions du monde et l'augmentation du nombre de populations échantillonnées ne s'est pas accompagnée d'une amélioration substantielle de notre compréhension de sa phylogéographie. échantillonnant de petites populations dispersées, bien qu'elles soient soigneusement caractérisées en termes de leurs origines ethniques, linguistiques et historiques. Il est donc douteux que cette image représente véritablement la démographie historique complexe de la région plutôt que d'être simplement le résultat du type d'échantillonnage réalisé jusqu'à présent. »
Une étude de 2005 a découvert un lien mitochondrial étroit via l'haplogroupe U5b1b entre les Berbères et les Saami de langue ouralienne du nord de la Scandinavie et du subArctique. Cette branche maternelle commune est estimée à environ 9 000 ans, suggérant une origine partagée dans la région franco-cantabrique, refuge glaciaire du sud-ouest de l'Europe, et une dispersion postglaciaire vers le nord et le sud, incluant l'Afrique du Nord. Des études ultérieures ont confirmé et approfondi ces conclusions renforçant l'idée que la région franco-cantabrique a joué un rôle central dans la formation du patrimoine génétique européen postglaciaire et mettant en évidence des échanges génétiques complexes entre l'Europe et l'Afrique du Nord, corroborant ainsi l'idée d'une diffusion de l'haplogroupe U5b1b dans ces régions.
Selon l'étude de Coudray et al. (2008) sur l'ADNmt berbère, qui a analysé 614 individus provenant de 10 régions différentes Maroc (Asni, Bouhria, Figuig, Souss), Algérie (Mozabites), Tunisie (Chenini-Douiret, Sened, Matmata, Djerba) et Égypte (Siwa)), les résultats peuvent être résumés comme suit :
- Total des lignées d'Eurasie occidentale (H, HV, R0, J, M, T, U, K, N1, N2, X) : 80 pour cent
- Total des lignées africaines (L0, L1, L2, L3, L4, L5) : 20 pour cent

Le pool mitochondrial berbère est caractérisé par une fréquence globale élevée d'haplogroupes d'Eurasie occidentale, une fréquence nettement plus faible de lignées L subsahariennes et une présence significative (mais différentielle) d'haplogroupes nord-africains U6 et M1.
Il existe un certain degré de controverse quant au moment et à la manière dont les haplogroupes L minoritaires subsahariens sont entrés dans le pool génétique nord-africain. Certains articles suggèrent que la répartition des principaux haplogroupes L en Afrique du Nord était principalement due à la traite négrière transsaharienne de l'ère islamique, comme l'ont soutenu Harich et al. dans une étude menée en 2010. Cependant, également en septembre 2010, une étude sur l'ADNmt berbère réalisée par Frigi et al. ont conclu que certains des haplogroupes L étaient beaucoup plus anciens et introduits par un ancien flux génétique africain il y a environ 20 000 ans.

## ADN autosomique
Le 13 janvier 2012, une étude génétique exhaustive des populations humaines d'Afrique du Nord a été publiée dans PLoS Genetics et a été entreprise conjointement par des chercheurs de l'Institut de biologie évolutive (CSIC-UPF) et de l'Université de Stanford, entre autres institutions.
L'étude met en évidence la constitution génétique complexe de l'Afrique du Nord. Cette composition génétique montre une composante locale importante qui est devenue plus distincte il y a environ 12 000 ans, probablement influencée par les migrations, l'expansion de la population ou d'autres événements démographiques. Selon David Comas, coordinateur de l'étude et chercheur à l'Institut de biologie évolutive (CSIC-UPF), « certaines des questions auxquelles nous voulions répondre étaient de savoir si les habitants d'aujourd'hui sont des descendants directs des populations possédant les vestiges archéologiques les plus anciens de la région, datant de cinquante mille ans, ou s'ils sont les descendants des populations néolithiques du Moyen-Orient, qui ont introduit l'agriculture dans la région il y a environ neuf mille ans. Nous nous sommes également demandé s'il y avait eu des échanges génétiques entre les populations d'Afrique du Nord et les régions voisines et, si oui, quand celles-ci ont eu lieu ».
Pour explorer ces questions, l'équipe de recherche a analysé près de 800 000 marqueurs génétiques sur l'ensemble du génome de 125 individus nord-africains issus de sept populations représentatives. Ces données ont ensuite été juxtaposées aux informations des populations voisines.
Les résultats révèlent une composante génétique native distincte chez les Nord-Africains, les distinguant des Africains subsahariens et les alignant plus étroitement avec les Eurasiens occidentaux, principalement les Moyen-Orientaux et les Européens. Même si l'étude met l'accent sur une lignée génétique dominante chez les Nord-Africains contemporains remontant à environ 12 000 ans, elle n'écarte pas la probabilité d'une continuité génétique à partir d'anciens groupes humains présents en Afrique du Nord il y a plus de 60 000 ans. Les données suggèrent que même si d'anciens groupes humains habitaient effectivement la région, la majorité de la constitution génétique identifiable moderne provient de périodes plus récentes. La signature génétique unique d'Afrique du Nord (Maghrébine) est distincte des ancêtres trouvés dans les populations d'Afrique subsaharienne. Il a été observé que les populations modernes d'Afrique du Nord partagent des marqueurs génétiques à des degrés divers avec toutes les régions voisines (Europe du Sud, Asie de l'Ouest, Afrique subsaharienne), probablement en raison de migrations plus récentes.
Hodgson et coll. 2014 a trouvé une composante d'ascendance non africaine distincte parmi les Africains du Nord-Est (surnommés « Ethio-Somali »), qui se sépare des autres ascendances de l'Eurasie occidentale et est la plus étroitement liée aux composantes d'ascendance nord-africaine (maghrébine) et arabe. Tous deux seraient entrés en Afrique durant une période préagricole (il y a entre 12 000 et 23 000 ans). Il est suggéré que cette composante était présente en quantités considérables parmi les peuples de langue proto-afroasiatique. Les auteurs soutiennent que la composante éthio-somalienne et la composante maghrébine descendent d'une seule lignée ancestrale, qui s'est séparée de la lignée arabe et a migré vers l'Afrique depuis le Moyen-Orient. Autrement dit, une population ancestrale commune a migré vers l'Afrique via le Sinaï, puis s'est divisée en deux, une branche continuant vers l'ouest à travers l'Afrique du Nord et l'autre se dirigeant vers le sud dans la Corne de l'Afrique.
Une étude réalisée en 2015 par Dobon et al. identifié une autre composante autosomique ancestrale d'origine eurasienne occidentale qui est commune à de nombreuses populations modernes de langue afro-asiatique en Afrique du Nord-Est. Connue sous le nom de composante copte, elle atteint son apogée parmi les coptes égyptiens, y compris ceux qui se sont installés au Soudan au cours des deux derniers siècles. La composante copte a évolué à partir d'une composante ancestrale principale d'Afrique du Nord et du Moyen-Orient qui est partagée par d'autres Égyptiens et que l'on retrouve également à haute fréquence parmi d'autres populations d'Afrique du Nord. Les scientifiques suggèrent que cela indique une origine commune à la population générale égyptienne. Ils associent également la composante copte à l'ascendance égyptienne antique, sans l'influence minoritaire arabe et africaine subsaharienne de l'ère médiévale ultérieure qui est présente parmi les autres Égyptiens.
Selon un article publié en 2017, la plupart des études génétiques sur les populations nord-africaines concordent avec une corrélation limitée entre génétique et géographie, montrant une forte hétérogénéité de la population dans la région (sans fortes différences entre Arabes et Berbères). Les populations d'Afrique du Nord ont été décrites comme une mosaïque d'ascendances nord-africaines (Taforalt), moyen-orientales, européennes (premiers agriculteurs européens) et subsahariennes,.
Les anciens échantillons d'Afrique du Nord, tels que le Taforalt paléolithique, se sont révélés être composés de deux composants principaux : un composant levantin holocène et un composant indigène de type Hadza / Afrique de l'Ouest. Les individus de Taforalt présentent l'affinité génétique la plus proche pour les anciens individus natoufiens épipaléolithiques, avec une affinité légèrement plus grande pour les Natoufiens que pour les Levantins néolithiques ultérieurs. Un scénario de mélange bidirectionnel utilisant des échantillons levantins et des échantillons modernes d'Afrique de l'Ouest et de l'Est comme populations de référence a déduit que les individus de Taforalt portaient 63,5 % d'ascendances liées au Levantin de l'Eurasie occidentale et 36,5 % à l'Afrique subsaharienne, sans aucune preuve de gène supplémentaire. découlent de la culture épigravettienne de l'Europe du Paléolithique supérieur. Les individus de Taforalt montrent également des preuves d'une ascendance néandertalienne limitée,,,. Une étude génétique récente publiée dans le « European Journal of Human Genetics » dans Nature (2019) a montré que les Nord-Africains sont étroitement liés aux Asiatiques occidentaux ainsi qu'aux Européens. Les Africains du Nord peuvent être distingués des Africains de l'Ouest et des autres populations africaines vivant au sud du Sahara.
Selon Lucas-Sánchez, Marcel et al. (2021) malgré le flux génétique en provenance du Moyen-Orient, d'Europe et d'Afrique subsaharienne, une composante génétique autochtone qui remonte à l'époque pré-Holocène est toujours présente dans les groupes d'Afrique du Nord. L'analyse n'a également montré dans son ensemble aucun modèle génétique de différenciation entre les Tamazights (c'est-à-dire les Berbères) et les Arabes.

## ADN ancien
Contrairement aux Africains subsahariens, les Nord-Africains ont un niveau d'ADN néandertalien similaire à celui des Européens du Sud et des Asiatiques occidentaux, qui est d'origine pré-néolithique, plutôt que par un mélange ultérieur avec des peuples extérieurs à l'Afrique du Nord au cours de la période historique. Il a été constaté que les Nord-Africains modernes sont principalement issus d'une population « de retour en Afrique » originaire d'Eurasie « datant d'il y a 12 000 ans (ya) (c'est-à-dire avant les migrations néolithiques) » mais plus récente qu'il y a 40 000 ans, ce qui semble « représenter une discontinuité génétique avec les premiers colons humains modernes d'Afrique du Nord ceux de l'industrie atérienne).
En 2013, Nature a annoncé la publication de la première étude génétique utilisant le séquençage de nouvelle génération pour déterminer la lignée ancestrale d'un individu de l'Égypte ancienne. La recherche a été dirigée par Carsten Pusch de l'Université de Tübingen en Allemagne et Rabab Khairat, qui ont publié leurs résultats dans le Journal of Applied Genetics. L'ADN a été extrait des têtes de cinq momies égyptiennes hébergées dans l'institution. Tous les spécimens étaient datés entre 806 av. J.-C. et 124 apr. J.-C. une période correspondant aux périodes dynastique tardive et ptolémaïque. Les chercheurs ont observé que l'un des individus momifiés appartenait probablement à l'haplogroupe I2 d'ADNmt, un clade maternel qui serait originaire d'Asie occidentale.
En 2013, des squelettes d'ibéromaurusiens des sites préhistoriques de Taforalt et d'Afalou au Maghreb ont été analysés pour leur ADN ancien. Tous les spécimens appartenaient à des clades maternels associés soit à l'Afrique du Nord, soit au littoral nord et sud de la Méditerranée, indiquant un flux génétique entre ces zones depuis l'Épipaléolithique. Les anciens individus de Taforalt portaient les haplogroupes d'ADNmt U6, H, JT et V, ce qui indique une continuité de population dans la région datant de la période ibéromaurusienne.
Les haplogroupes paternels E1b1b-M81 (~ 44 %), R-M269 (~ 44 %) et E-M132/E1a (~ 6 %) ont été trouvés dans d'anciens fossiles Guanche (Bimbapes) fouillés à Punta Azul, El Hierro, Îles Canaries, datées du Xe siècle. Maternellement, les spécimens appartiennent tous au clade H1. Ces individus nés localement portaient l'haplotype H1-16260, exclusif aux îles Canaries et à l'Algérie. En 2018, l'analyse ADN d'individus du dernier âge de pierre du site de Taforalt (Iberomaurusiens, 15 000 BP) a révélé que les Iberomaurusiens portaient l'haplogroupe E-M78* et que les porteurs de culture cardiale du site d'Ifri N'Ammar (7 000 BP) portaient le marqueur levantin E-L19 indiquant une rupture de continuité dans la région. Ces études ont confirmé une rupture de continuité dans la région montrant que les Marocains du Mésolithique n'ont pas contribué paternellement aux individus du Dernier Âge de Pierre et aux populations maghrébines actuelles,.
Une étude de 2019 visant à déterminer si les Nord-Africains descendent de groupes strictement paléolithiques (Taforalt) ou de migrations ultérieures, a découvert que la majeure partie de la variation génétique dans la région a été façonnée au cours du Néolithique. Alors que les échantillons anciens contenaient davantage de composante Taforalt, elle est aujourd'hui plus fréquente chez les Maghrébins occidentaux (Sahraouis, Marocains, Algériens) et les Berbères, et suggère une continuité de cette composante nord-africaine autochtone. La considération des groupes berbérophones comme peuples autochtones d'Afrique du Nord a été renforcée par ces résultats.
En 2025, Une étude est publiée par Nature sur une lignée génétique nord-africaine jusqu’alors inconnue, issue de la période humide africaine (7 000 ans). En analysant des génomes anciens de Taforalt (Maroc) et Takarkori (Libye), les chercheurs révèlent des connexions insoupçonnées entre les populations préhistoriques du Sahara et du Maghreb.

## Voir également
- Haplogroupes d'ADN-Y dans les populations d'Afrique du Nord
- Études génétiques sur les Juifs
- Études génétiques sur les Marocains